# موديوس (غطاء رأس)
الموديوس هو نوع من غطاء الرأس أو التاج الأسطواني المسطح الموجود في الفن المصري القديم وفن العالم اليوناني الروماني.أُعطِي الاسم من قبل العلماء المعاصرين بناءً على تشابهه مع الجرة المستخدمة كوحدة رومانية للقياس، ويرمز الموديوس إلى قدرة الفرد على تعلم معلومات جديدة من خلال الحصول على بعقل متفتح الذي يمثل كوبًا فارغًا.
كان سيرابيس هو المعبود الرئيسي في مكتبة الإسكندرية أثناء العصر المصري اليوناني والروماني، وظهر عادةً مرتديًا للموديوس.

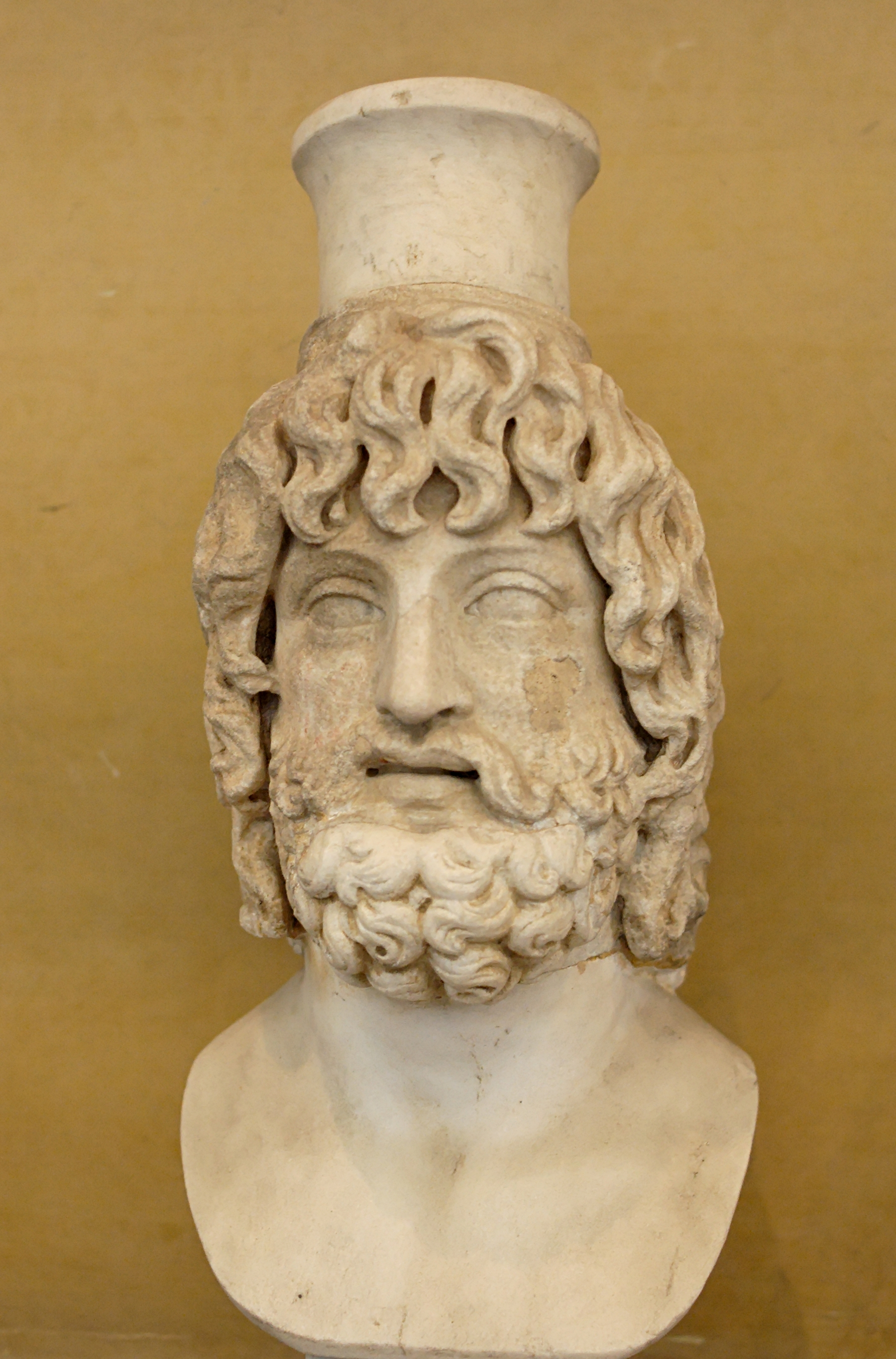
تمثال نصفي لسيرابيس وهو يرتدي الموديوس

ترتدي بعض الآلهة المعينة الموديوس، بما في ذلك الآلهة الإليوسينية ونظيراتها الرومانية، أرتميس أفسس وبعض الأشكال الأخرى من الآلهة، هيكات، وسيرابيس. في بعض الآلهة يمثل إرتداء الموديوس الإثمار. يُعتقد أنه شكل يقتصر في الغالب على الكائنات الخارقة للطبيعة في الفن، ونادرًا ما يتم ارتداؤه في الحياة الواقعية، مع استثناءين. حيث كان الموديوس هو جزء من غطاء الرأس المعقد المستخدم لتصوير النساء الملكيات المصريات، وغالبًا ما يُزيَّن بشكل مختلف بالرموز والزخارف. وكان أيضًا غطاء الرأس المميز لكهنة تدمر.

## معرض صور

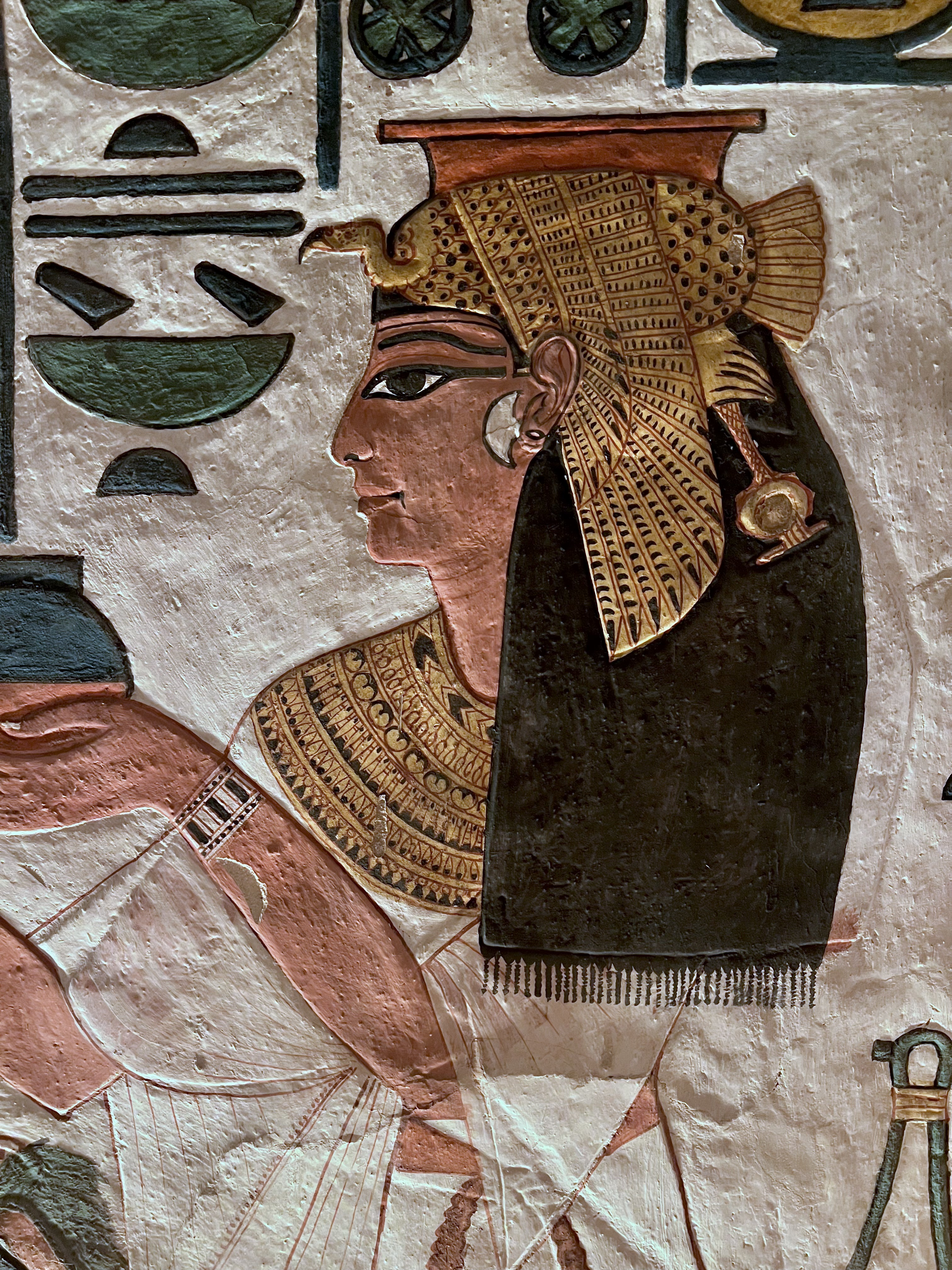
ملكة نفرتاري وهي مرتدية لتاج النسر الذي يعلوه الموديوس
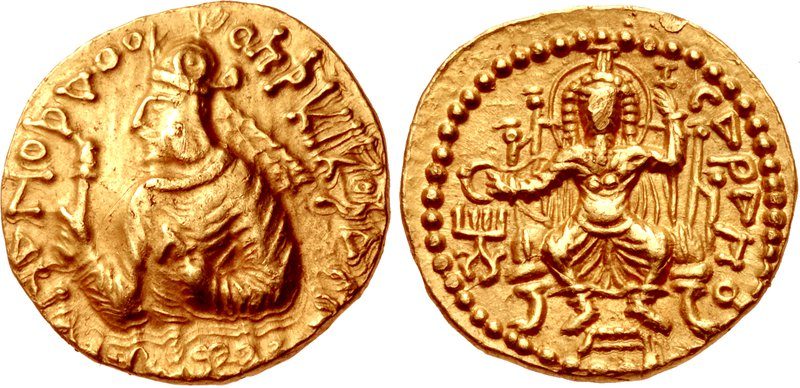
كوشان حاكم هوفيشكا مع الإله المصري الروماني الجالس سيرابيس ("سارابو") يرتدي الموديوس.
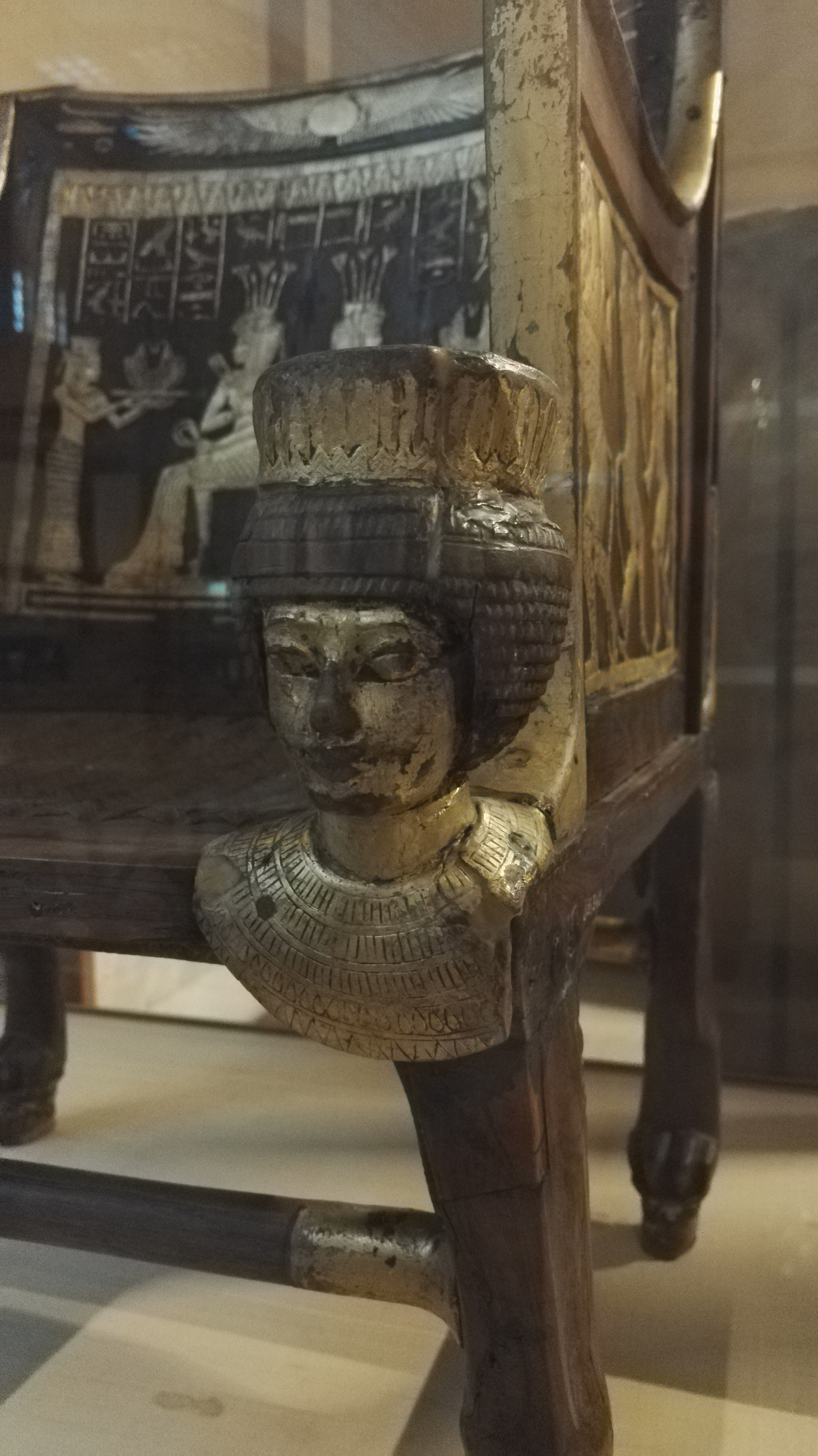
سات آمون إبنة امنحتب الثالث، ترتدي الموديوس، من مقبرة يويا وتويا
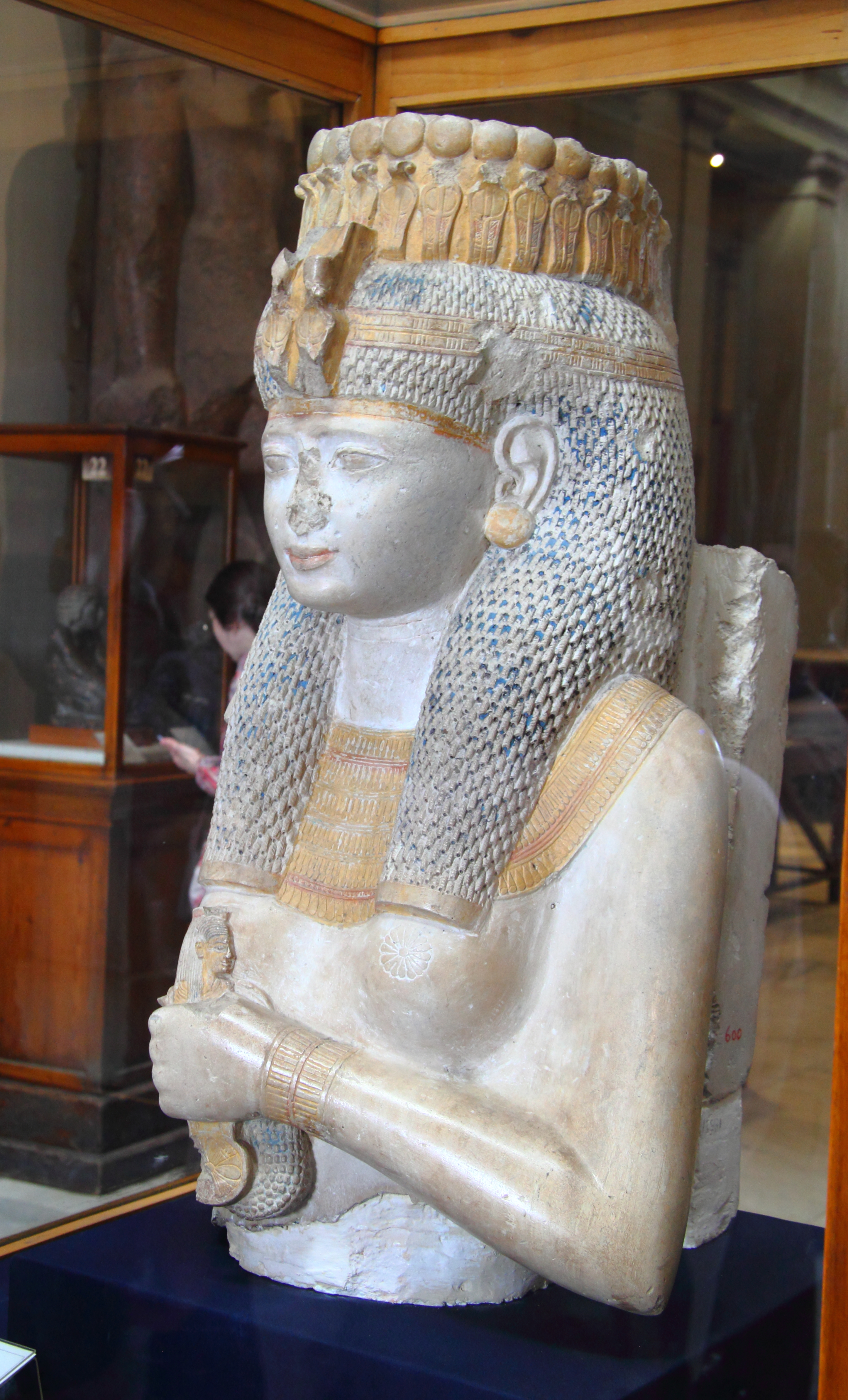
ميريت آمون وهي ترتدي الموديوس، متحف الغردقة
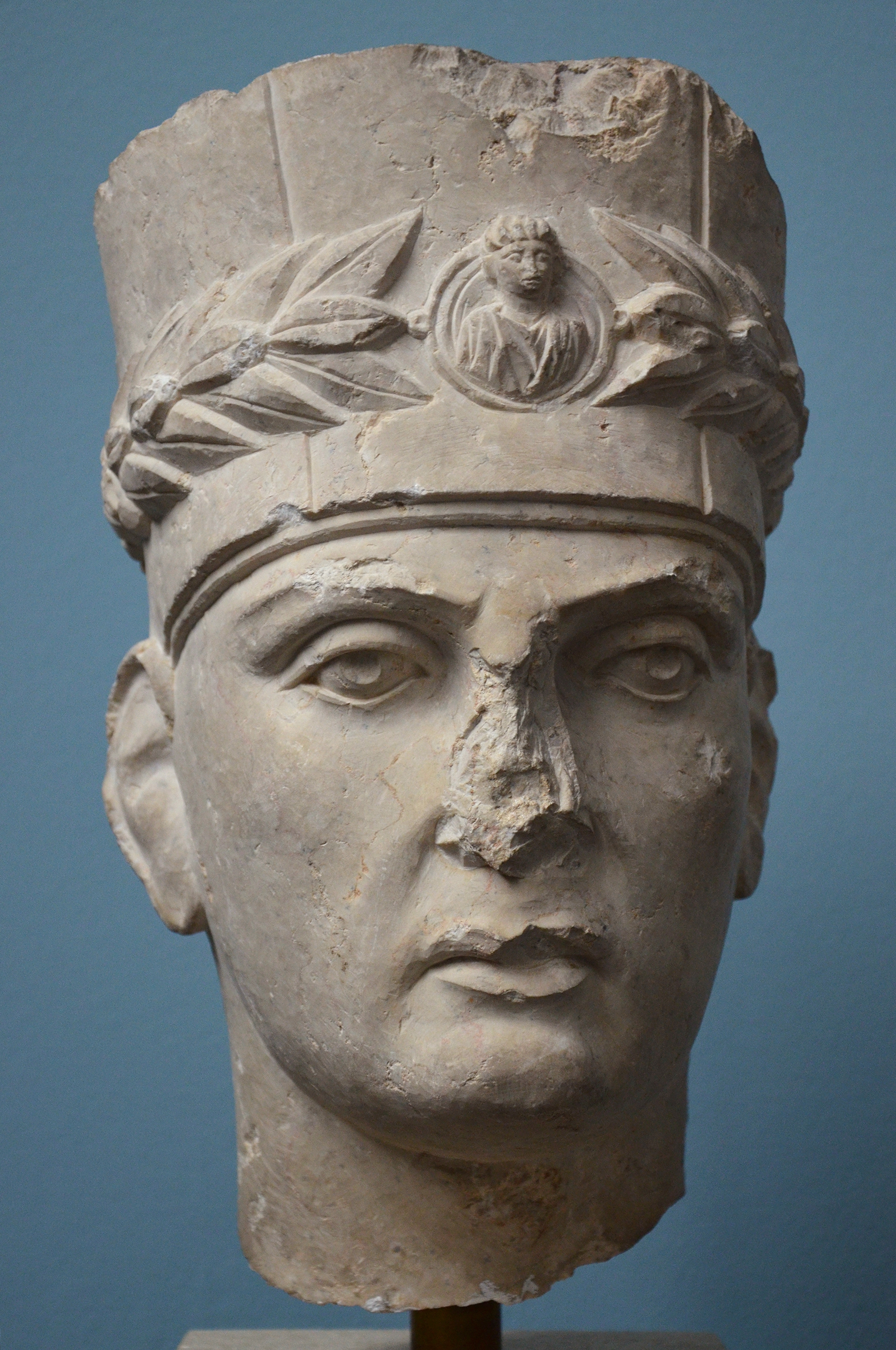
تمثال لكاهن تدمر يرتدي الموديوس، 190-200 ميلادي
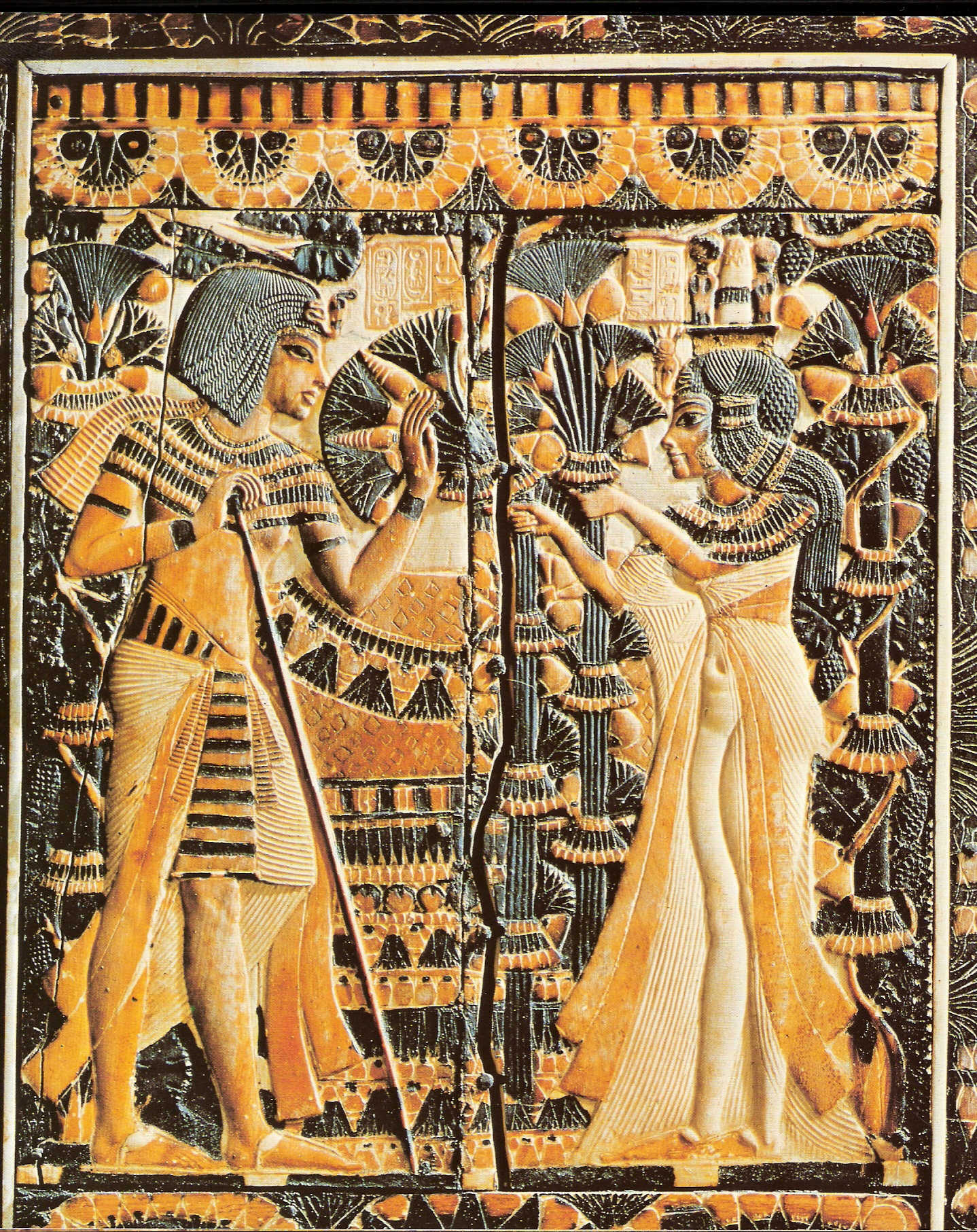
تصوير لعنخ إسن آمون على غطاء صندوق وهي ترتدي موديوس أثناء تقديم باقات الورد لزوجها توت عنخ آمون. مقبرة توت عنخ آمون، الأسرة الثامنة عشر.
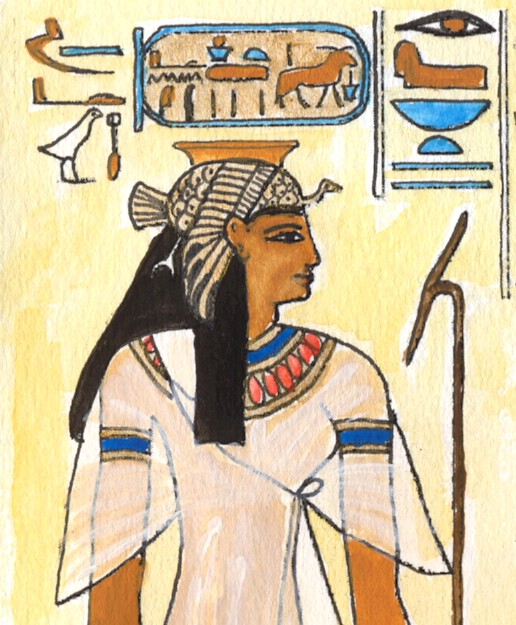
بنت عنتا مرتدية لتاج النسر الذي يعلوه الموديوس من مقبرتها